# Naturlig selektion
Naturlig selektion eller naturlig udvælgelse er resultatet af, at nogle organismer med bestemte fænotyper (fremtoningspræg, egenskaber) opnår større genetisk repræsentation i efterfølgende generationer sammenlignet med andre fænotyper. For så vidt som forskellene mellem individerne er arvelige, fører det til, at populationens genetiske sammensætning med tiden ændrer sig. Denne proces betegnes naturlig selektion. Sammen med kunstig udvælgelse, den proces hvorved mennesker fremelsker sorter eller racer med ønskede egenskaber, er det disse selektionsprocesser, der driver den biologiske udviklingsprocess.

## Typer af selektion
Naturlig selektion kan virke på alle stadier af en organismes livscyklus. Selektion kan ske som følge af:
- Forskelle i overlevelse (overlevelsesselektion) i den diploide fase fra zygote til den voksne form ved reproduktion
- Seksuel selektion, hvor det ene køn (typisk, men ikke altid, hannen) konkurrerer om adgangen til parring med det andet køn
- Gametisk selektion, dvs. selektion i den haploide fase, hvor kønsceller konkurrerer med hinanden f.eks. i form af konkurrence mellem sædceller eller ved skævhed i meiosens forløb (meiotic drive)
- Fekunditetsselektion, som er resultat af forskelle i reproduktionsevnen.

Eftersom Charles Darwin kun kendte til overlevelsesselektion, da han skrev sit værk Arternes Oprindelse, så er naturlig- og overlevelsesselektion blevet blandet sammen. Darwin beskrev om seksuel selektion i sit andet store værk, Menneskets Afstamning og Parringsvalget. Skelnen imellem de forskellige former for selektion er vigtig, idet de kan favorisere modsatrettede egenskaber: En egenskab der giver en fordel i seksuel selektion kan samtidig være en ulempe i forhold til overlevelsesselektion og omvendt. I nogle tilfælde fører den økologiske selektion til en tilpasning til miljøet, hvorimod den seksuelle selektion fører til det modsatte: mindre tilpasning til miljøet. Dette paradoks forklares i 1975 af Amotz Zahavi, da han fremlægger teorien om Handicap-princippet. I korte træk går forklaringen ud på at hannen må vise sin stærke overlevelsesevne ved at have et tilpas stærkt "handicap" (i betydningen at det forværrer hans overlevelsesevne). Dette fænomen har i ekstreme tilfælde for eksempel ført til, at påfuglehannen har enorme, imponerende halefjer. Denne teori er bl.a. blevet stærkt forfægtet af Tor Nørretranders i hans bog Det generøse menneske.
Det er ligeledes vigtigt at notere sig, at udvælgelse altid opererer på fænotyper og ikke den underliggende genotype – fordi det kun er, hvis genetisk potentiale rent faktisk udmønter sig i en udslagsgivende egenskaber, at selektion sker.

## Fitness
Forskelle i evnen til at blive repræsenteret genetisk i næste generation kvantificeres ved fitness. En generel definition af fitness er teknisk meget vanskelig, eftersom selektion kan finde sted på flere stadier af livscyklus. Hvis der er tale om forskelle i overlevelse, så repræsenterer fitness sandsynligheden for at overleve fra zygote til reproduktion. Fitness kan analyseres ved metoder fra den kvantitative genetik.

### Fishers Fundamentalsætning
For overlevelsesselektion gælder Fishers Fundamentalsætning. Hvert individ har en overlevelsessandsynlighed W. Gennemsnittet af W i populationen er {\displaystyle {\bar {W}}}. Variansen af de additive genetiske værdier af W er VA(W). Sætningen siger så, at:
{\displaystyle \Delta W={\frac {V_{A}(W)}{\bar {W}}}},
hvor {\displaystyle \Delta W} er ændringen i fitness. Variansen er altid positiv (eller nul). Overlevelsessandsynligheden er positiv, og gennemsnittet bliver derfor også positiv. Derfor bliver forholdet mellem de to tal også positivt. Med andre ord vil ændringen i W altid være positiv med mindre, at variansen i additive genetiske værdier for overlevelsessandsynlighed er nul. Årsagen til, at det er den additive genetiske varians, som optræder, er, at det kun er den del af variation, som kan nedarves, som giver anledning til blivende ændringer. Forskelle, som udelukkende hidrører fra miljømæssige eller tilfældige forskelle, giver ikke anledning til nogen varig forandring.

## Demonstration af selektion
Direkte påvisning af naturlig selektion er eksperimentelt omstændeligt, men det har været gjort i en række tilfælde.
Med tilgængeligheden af store mængder DNA-sekvensinformation er det blevet muligt at påvise tilfælde af selektion. F.eks. er det ved sammenligning af menneskets og chimpansens genomer blevet klart, at et stort antal dele af genomerne har været under selektion, siden de to arter er blevet adskilt.